# اولیور برک
اولیور جیسن برک (انگلیسی: Oliver Jasen Burke؛ زادهٔ ۷ آوریل ۱۹۹۷) بازیکن فوتبال اهل اسکاتلند است.

## باشگاهی
از باشگاه‌هایی که در آن بازی کرده‌است می‌توان به ناتینگهام فارست، برادفورد سیتی، لایپزیگ، وست برومویچ آلبیون و سلتیک اشاره کرد.

## تیم ملی
وی همچنین در تیم ملی فوتبال اسکاتلند بازی کرده‌است.